# Gant-Wevelgem 2016
La Gant-Wevelgem 2016, oficialment Gent–Wevelgem-In Flanders Fields, va ser la 78a edició de la clàssica belga Gant-Wevelgem i es disputà el 27 de març de 2016 sobre un recorregut de 242,8 km, amb sortida a Deinze i arribada a Wevelgem. Aquesta era la setena prova de l'UCI World Tour 2016, i la segona clàssica després de l'E3 Harelbeke. El vigent campió de la cursa, l'italià Luca Paolini (Team Katusha), no pot defensar la seva victòria en estar sancionat per dopatge.
El vencedor final fou l'actual campió del món, l'eslovac Peter Sagan (Team Tinkoff) que d'aquesta manera aconseguia la seva segona Gant-Wevelgem, després de l'aconseguida el 2013. Sagan s'imposà a l'esprint en un petit quartet d'escapats que es va produir després de la darrera ascensió al Kemmelberg. En aquesta dura ascensió Viatxeslav Kuznetsov (Team Katusha) es presentà amb uns metres d'avantatge sobre el gran grup. Una forta acceleració de Fabian Cancellara (Trek-Segafredo) sols va ser seguida per Sep Vanmarcke (Team LottoNL-Jumbo) i Sagan, que s'uniren poc després a Kuznetsov. Plegats van fer els darrers 30 quilòmetres i en l'esprint Sagan fou el més ràpid. Aquesta era la primera victòria de Sagan des que guanyà el campionat del món a Richmond, després d'haver finalitzat en segona posició en moltes de les curses disputades des d'aleshores.

## Antoine Demoitié
La cursa es va veure entelada per la mort d'Antoine Demoitié (Wanty-Groupe Gobert). Demoitié va patir una caiguda a manca de 115 quilòmetres per la fi de la cursa, prop de Sainte-Marie-Cappel, i quan estava a terra va ser atropellat per una moto de carrera que li provocar lesions molt greus. Demoitié va ser portat a l'hospital d'Ieper i davant la gravetat de les ferides fou traslladat a la unitat de cures intensives de l'hospital universitari de Lilla, on poc després morí.

## Equips
En ser la Gant-Wevelgem una prova de l'UCI World Tour, els 18 UCI ProTeams són automàticament convidats i obligats a prendre-hi part. A banda, set equips són convidats a prendre-hi part per formar un pilot de 25 equips.
| Núm.    | Codi | Equip                 |
| ------- | ---- | --------------------- |
| 1-8     | TNK  | Team Tinkoff          |
| 11-18   | EQS  | Etixx-Quick Step      |
| 21-28   | LTS  | Lotto Soudal          |
| 31-38   | BMC  | BMC Racing Team       |
| 41-48   | KAT  | Team Katusha          |
| 51-58   | TFS  | Trek-Segafredo        |
| 61-68   | TLJ  | Team LottoNL-Jumbo    |
| 71-78   | DDD  | Dimension Data        |
| 81-88   | ALM  | AG2R La Mondiale      |
| 91-98   | AST  | Astana Qazaqstan Team |
| 101-108 | CPT  | Cannondale            |
| 111-118 | FDJ  | FDJ                   |
| 121-128 | IAM  | IAM Cycling           |

| Núm.    | Codi | Equip                       |
| ------- | ---- | --------------------------- |
| 131-138 | LAM  | Lampre-Merida               |
| 141-148 | MOV  | Movistar Team               |
| 151-158 | TGA  | Team Giant-Alpecin          |
| 161-168 | OGE  | Orica-GreenEDGE             |
| 171-178 | SKY  | Team Sky                    |
| 181-188 | TSV  | Topsport Vlaanderen-Baloise |
| 191-198 | WGG  | Wanty-Groupe Gobert         |
| 201-208 | CSF  | Bardiani-CSF                |
| 211-218 | CCC  | CCC Sprandi Polkowice       |
| 221-228 | COF  | Cofidis                     |
| 231-238 | DEN  | Direct Énergie              |
| 241-248 | ROO  | Roompot Oranje Peloton      |

## Recorregut

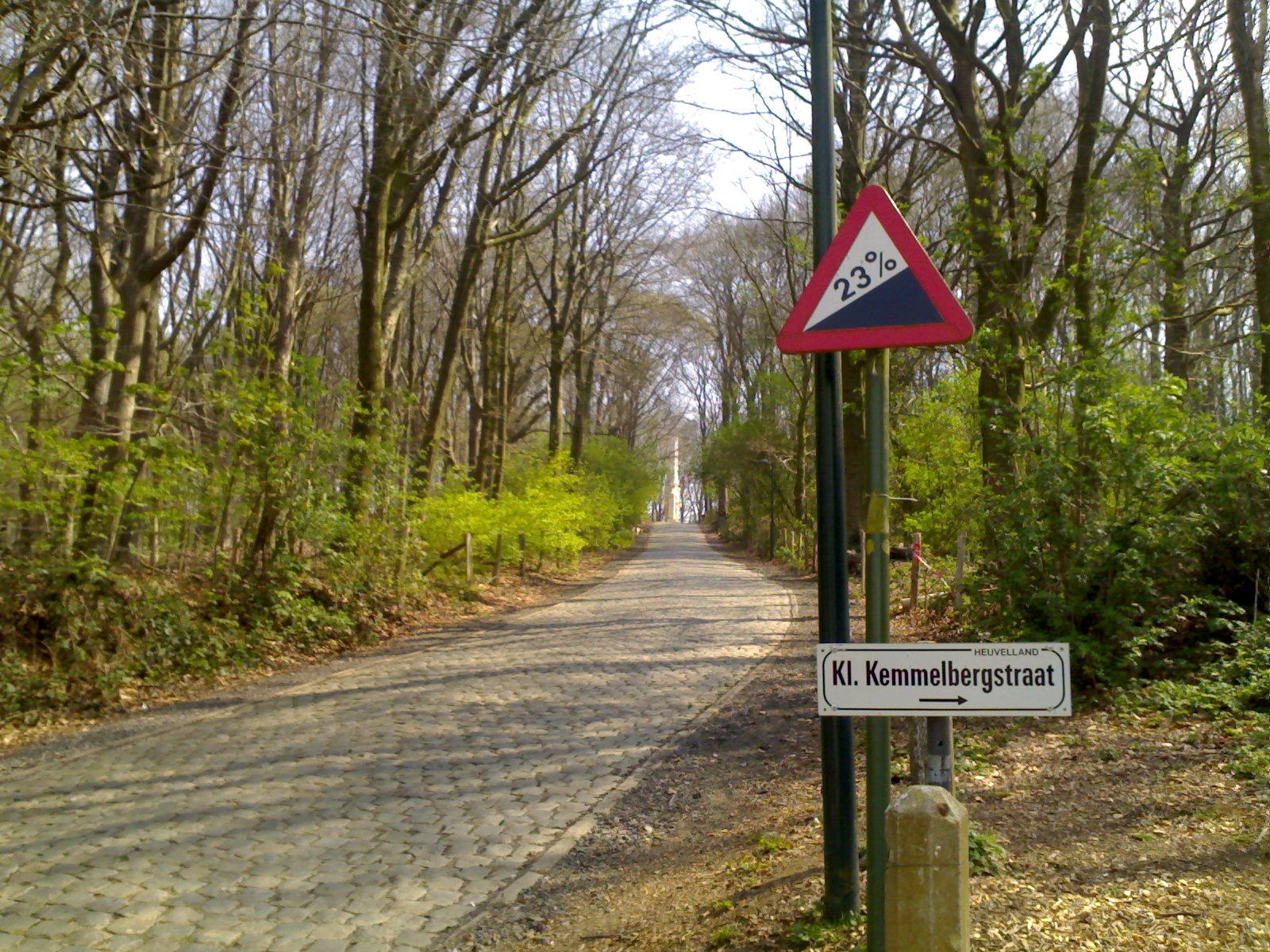
El Kemmelberg és ascendit pel vessant més difícil, amb rampes de fins al 23%.

El Kemmelberg, la principal dificultat de la cursa, tradicionalment s'ascendeix en dues ocasions durant la part final d'aquesta. En aquesta edició els ciclistes hauran de pujar-hi per una nova ruta, amb uns desnivells encara més durs que els emprats en les edicions precedents. La primera ascensió es fa per la ruta tradicional, amb un pendent màxim del 17%, però en el segon pas s'empra la nova ruta, amb rampes que arriben al 23% poc abans del cim.
El director de la cursa, Hans De Clercq, ha declarat que aquesta ascensió és un homenatge a la importància històrica del Kemmelberg, ja que aquesta ruta va ser emprada en la primera edició de la cursa, el 1955.
Segons Cotacol, una obra de referència belga que examina i classifica totes les cotes del país, la « nova » ascensió al Kemmelberg és la més difícil de totes les curses flamenques. Li atorgaren una puntuació total de 183 punts, més que el Koppenberg, el Muur van Geraardsbergen o la tradicional ascensió al Kemmelberg.
| Núm | Nom                      | Km  |
| --- | ------------------------ | --- |
| 1   | Katsberg                 | 144 |
| 2   | Kokereelberg             | 148 |
| 3   | Vert Mont                | 150 |
| 4   | Cota de Ravel Put        | 152 |
| 5   | Cota de la Blanchisserie | 157 |
| 6   | Baneberg                 | 164 |
| 7   | Kemmelberg               | 172 |
| 8   | Monteberg                | 176 |
| 9   | Baneberg                 | 203 |
| 10  | Kemmelberg               | 209 |

## Classificació final
|    | Cilista                    | Equip              | Temps      | UCI World Tour Punts |
| -- | -------------------------- | ------------------ | ---------- | -------------------- |
| 1  | Peter Sagan (SVK)          | Team Tinkoff-Saxo  | 5h 55' 16" | 80                   |
| 2  | Sep Vanmarcke (BEL)        | Team LottoNL-Jumbo | m. t.      | 60                   |
| 3  | Viatxeslav Kuznetsov (RUS) | Team Katusha       | m. t.      | 50                   |
| 4  | Fabian Cancellara (SUI)    | Trek-Segafredo     | m. t.      | 40                   |
| 5  | Arnaud Démare (FRA)        | FDJ                | + 12"      | 30                   |
| 6  | Fernando Gaviria (COL)     | Etixx-Quick Step   | + 12"      | 22                   |
| 7  | Jurgen Roelandts (BEL)     | Lotto Soudal       | + 12"      | 14                   |
| 8  | Jacopo Guarnieri (ITA)     | Team Katusha       | + 12"      | 10                   |
| 9  | Greg Van Avermaet (BEL)    | BMC Racing Team    | + 12"      | 6                    |
| 10 | Michael Mørkøv (DEN)       | Team Katusha       | + 12"      | 2                    |